# Poecilimon martinae
Poecilimon martinae är en insektsart som beskrevs av Heller, K.-g. 2004. Poecilimon martinae ingår i släktet Poecilimon och familjen vårtbitare.

## Underarter
Arten delas in i följande underarter:
- P. m. martinae
- P. m. tlos